# Loupian

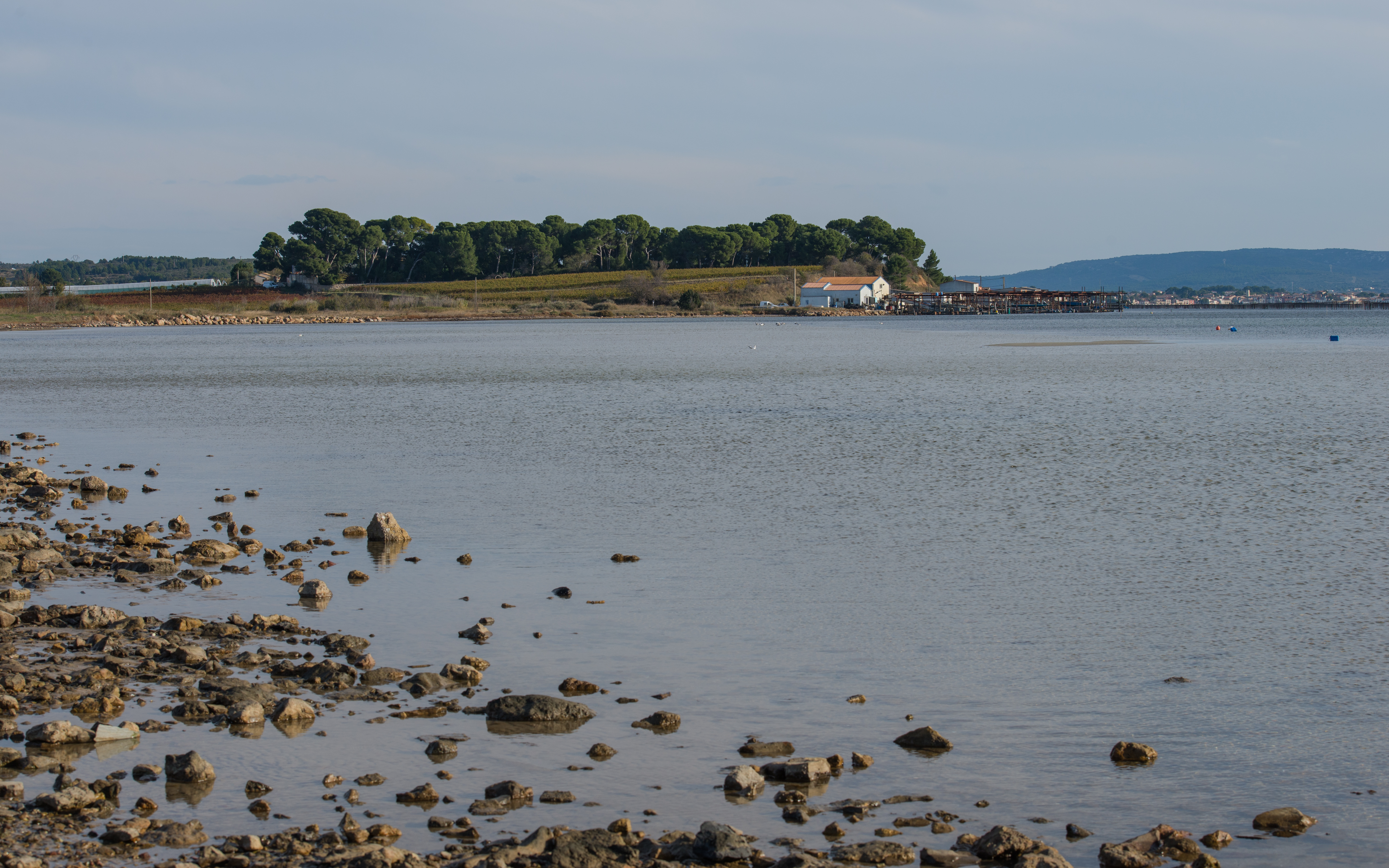

Loupian är en kommun i departementet Hérault i regionen Occitanien i södra Frankrike. Kommunen ligger i kantonen Mèze som tillhör arrondissementet Montpellier. År 2022 hade Loupian 2 179 invånare.

## Befolkningsutveckling
Antalet invånare i kommunen Loupian
Referens:INSEE